# Голденрод (Флорида)
Голденрод (енгл. Goldenrod) насељено је место без административног статуса у америчкој савезној држави Флорида.

## Демографија
По попису из 2010. године број становника је 12.039, што је 832 (-6,5%) становника мање него 2000. године.
| Група             | 2000.         | 2010.         |
| Белци             | 9.237 (71,8%) | 7.743 (64,3%) |
| Афроамериканци    | 712 (5,5%)    | 1.104 (9,2%)  |
| Азијати           | 368 (2,9%)    | 366 (3,0%)    |
| Хиспаноамериканци | 2.295 (17,8%) | 2.671 (22,2%) |
| Укупно            | 12.871        | 12.039        |